# Dietmar Schöning
Dietmar Schöning (* 16. August 1948 in Kiel; † 25. Januar 2024 in Tübingen) war ein deutscher Politiker (FDP).

## Leben
Dietmar Schöning besuchte die Grundschule und ein humanistisches Gymnasium in Kiel. Anschließend studierte er an der Universität Kiel Politikwissenschaft und setzte sein Studium 1967 in Tübingen fort. Er engagierte sich im AStA.
Seit 1967 war er Mitglied der FDP. Seit 1994 war er Mitglied im Tübinger Gemeinderat und seit 1989 im Kreistag. Von 1992 bis 1996 war Schöning Landtagsabgeordneter in Baden-Württemberg. Er arbeitete auch als parlamentarischer Berater für Haushalt und Finanzen, Wirtschaft, Politische Grundsatzfragen und Strategie. Schöning war im Aufsichtsrat der Technologieförderung Reutlingen/Tübingen, Beirat des Tageselternvereins und Vorstand des Vereins Pro Regio-Stadtbahn. 2016 kandidierte er erneut für den Landtag.
2017 wurde er für 50 Jahre Mitgliedschaft in der FDP geehrt.
Dietmar Schöning starb am 25. Januar 2024 im Alter von 75 Jahren an einem Herzinfarkt im Uniklinikum Tübingen. Auf seiner Trauerfeier sprachen langjährige Weggefährten aus der Politik wie Hans-Ulrich Rülke, Michael Theurer, Joachim Walter und Boris Palmer.

## Politik
Er setzte sich jahrzehntelang für eine Regionalstadtbahn in Tübingen ein.

## Familie
Sein Vater verstarb, als er erst zwölf Jahre alt war.